# Levi Schwiebbe
Levi Schwiebbe (Gouda, 13 september 1986) is een voormalig Nederlands profvoetballer die als middenvelder bij  speelde. Hij sloot zijn profcarrière eind 2014 af, waarna hij bij SVV Scheveningen ging voetballen. Medio juli 2021 beëindigde Schwiebbe ook zijn amateurcarrière.
Schwiebbe begon zijn voetbalcarrière bij amateurclub WSE te Waddinxveen, maar speelt al sinds zijn zevende levensjaar voor de Residentieclub. Hij doorliep alle jeugdelftallen en werd een vaste waarde in het 1e elftal van ADO den Haag. In het seizoen 2005/06 maakte hij zijn debuut voor de hoofdmacht, in de wedstrijd tegen FC Utrecht. Ook in de seizoenen 2006/07, 2007/08 en 2008/09 staat Schwiebbe regelmatig op het wedstrijdformulier. De 181 centimeter lange controlerende middenvelder scoorde echter nooit voor ADO Den Haag.
Op 2 februari 2008 werd bekend dat Schwiebbe op huurbasis het seizoen afmaakt bij HFC Haarlem. In het seizoen 2009/2010 keert hij terug naar ADO den Haag. Schwiebbe liep in het begin van het seizoen 2010/2011 stage bij Sparta, waar hij bij de ploeg van Everse een contract probeerde binnen te slepen. Hij ging echter bij AGOVV Apeldoorn aan de slag en in 2012 ging hij naar FC Volendam. Aan het einde van het seizoen 2014/15 verliep zijn contract, waarna SVV Scheveningen hem overnam. Hier speelde hij de rest van zijn carrière. Op 1 juli 2021 nam Schwiebbe afscheid van het betaald voetbal.